# Blue Bloods
Blue Bloods é uma série de televisão americana policial e de drama exibida na CBS, filmada em locações em Nova York. A série estreou dia 24 de setembro de 2010 nos Estados Unidos, e estreou dia 19 de fevereiro de 2011 pelo canal fechado Liv (atualmente Investigação Discovery) no Brasil.

## Sinopse
Uma família composta por membros que trabalham a favor da lei, cada um à sua maneira: o avô era policial, o pai também o é, um dos filhos é um policial que gosta de usar a violência nos interrogatórios, o outro filho é um recém-saído da academia de polícia e a filha é uma advogada do Estado. Nada os detém na hora de fazerem justiça e a sua ocupação é mais do que um trabalho: é uma questão de família.

## Elenco

### Elenco principal
- Tom Selleck como Francis "Frank" Reagan, Comissário de Polícia e pai de Danny, Erin, Joe e Jamie.
- Donnie Wahlberg como Daniel "Danny" Reagan, o detetive
- Bridget Moynahan como Erin Reagan-Boyle; após divorcio somente "Erin Reagan", promotora assistente de NYC e mãe de Nicky,
- Will Estes como Jamison "Jamie" Reagan, Policial recém saído da academia,
- Len Cariou como Henry Reagan, o comissário de polícia aposentado e pai de Frank.
- Jennifer Esposito como Jackie Curatola, parceira de Danny.
- Marisa Ramirez como Maria Baez, parceira de Danny.
- Vanessa Ray como Eddie "Janko" Reagan, paraceira de Jamie.

### Elenco recorrente
- Amy Carlson como Linda Reagan, esposa de Danny.
- Andrea Roth como Kelly Davidson, jornalista que namora Frank.
- Bruce Altman como prefeito Frank Russo
- Bobby Cannavale como Charles Rossellini, procurador do distrito.
- Dylan Moore como Sydney Davenport, breve noiva de Jamie.
- Sami Gayle como Nicole "Nicky" Reagan-Boyle, filha de Erin.
- Tony Terraciano Reagan como Jack, filho de Danny e Linda.
- Andrew Sean Terraciano como Sean, filho de Danny e Linda.
- Will Hochman como Joe Hill, filho de Frank.
- Abigail Hawk como Melissa Baker, Detetive e secretária do Comissário.
- Colleen Clinton como agente Anderson.
- Yvonna Wright Kopacz como Hotchkiss Ava

## Produção
Selleck disse que foi atraído para o projeto por causa do roteiro piloto forte e que ele estava preocupado se envolver em uma série contínua, porque ele não quer comprometer seu compromisso com a da televisão e cinema

## Recepção
Revisores elogiaram a série sobre a filmagem em locação. O New York Daily News elogiou o desempenho Selleck como Frank Reagan. Eles também destacaram a cena do jantar de família como positivo e elogiou a introdução da discussão moral de questões complexas.
O episódio de estréia rendeu 15,246 milhões de telespectadores por causa do Live + 7 dias a contar com exibições de DVRs.